# SN 2006bn
SN 2006bn – supernowa typu Ia odkryta 5 kwietnia 2006 roku w galaktyce IC4926. W momencie odkrycia miała maksymalną jasność 18,40m.